# Lista dos deputados estaduais de Santa Catarina – 15.ª legislatura (2003–2007)
Lista dos deputados estaduais de Santa Catarina - 15ª legislatura (2003 — 2007).

## Composição das bancadas
| Partido | Líder                 | Bancada | Posição      |
| ------- | --------------------- | ------- | ------------ |
| PP      | Joares Ponticelli     | 10 / 40 | Oposição     |
| PT      | Afrânio Boppré        | 9 / 40  | Independente |
| PFL     | João Paulo Kleinübing | 8 / 40  | Independente |
| PMDB    | Herneus de Nadal      | 7 / 40  | Governo      |
| PSDB    | Jorginho Mello        | 3 / 40  | Governo      |
| PTB     | Narcizo Parisotto     | 2 / 40  | Independente |
| PL      | Odete de Jesus        | 1 / 40  | Oposição     |

## Deputados estaduais
| Número | Deputados estaduais eleitos | Partido | Votação | Percentual | Cidade onde nasceu | Unidade federativa |
| 11470  | Nelson Goetten              | PPB     | 56.327  | 1,82%      | Taió               | Santa Catarina     |
| 25200  | Onofre Agostini             | PFL     | 55.868  | 1,80%      | Ipê                | Rio Grande do Sul  |
| 25123  | João Rodrigues              | PFL     | 48.549  | 1,57%      | São Valentim       | Rio Grande do Sul  |
| 25110  | Clésio Salvaro              | PFL     | 48.302  | 1,56%      | Criciúma           | Santa Catarina     |
| 15670  | Mauro Mariani               | PMDB    | 44.836  | 1,45%      | Bituruna           | Paraná             |
| 15270  | Romildo Titon               | PMDB    | 43.556  | 1,40%      | Tangará            | Santa Catarina     |
| 25100  | Cesar Souza                 | PFL     | 42.192  | 1,36%      | Rio do Sul         | Santa Catarina     |
| 11234  | Altair Guidi                | PPB     | 40.223  | 1,30%      | Criciúma           | Santa Catarina     |
| 13111  | Volnei Morastoni            | PT      | 39.564  | 1,28%      | Rio do Sul         | Santa Catarina     |
| 11233  | Reno Caramori               | PPB     | 38.676  | 1,25%      | Getúlio Vargas     | Rio Grande do Sul  |
| 13313  | Ana Paula Lima              | PT      | 38.553  | 1,24%      | Curitiba           | Paraná             |
| 11222  | Gilmar Knaesel              | PPB     | 38.374  | 1,24%      | Pomerode           | Santa Catarina     |
| 11135  | Lício Mauro da Silveira     | PPB     | 37.747  | 1,22%      | Joinville          | Santa Catarina     |
| 45777  | Nilson Gonçalves            | PSDB    | 37.674  | 1,21%      | Curitiba           | Paraná             |
| 14104  | Narcizo Parisotto           | PTB     | 35.664  | 1,15%      | Concórdia          | Santa Catarina     |
| 25369  | Djalma Berger               | PFL     | 35.619  | 1,15%      | Bom Retiro         | Santa Catarina     |
| 45123  | Jorginho Mello              | PSDB    | 34.486  | 1,11%      | Ibicaré            | Santa Catarina     |
| 11223  | Joares Ponticelli           | PPB     | 34.378  | 1,11%      | Pouso Redondo      | Santa Catarina     |
| 15010  | Rogério Peninha             | PMDB    | 34.371  | 1,11%      | Nova Trento        | Santa Catarina     |
| 25120  | Antônio Ceron               | PFL     | 33.994  | 1,10%      | Tangará            | Santa Catarina     |
| 15220  | Herneus de Nadal            | PMDB    | 33.272  | 1,07%      | Palmitos           | Santa Catarina     |
| 25111  | Júlio Garcia                | PFL     | 32.573  | 1,05%      | Florianópolis      | Santa Catarina     |
| 11929  | Celestino Secco             | PPB     | 32.445  | 1,05%      | Florianópolis      | Santa Catarina     |
| 15180  | Moacir Sopelsa              | PMDB    | 32.116  | 1,04%      | Concórdia          | Santa Catarina     |
| 11147  | Antônio Carlos Vieira       | PPB     | 32.042  | 1,03%      | Florianópolis      | Santa Catarina     |
| 13613  | Francisco de Assis Nunes    | PT      | 31.749  | 1,02%      | Imaruí             | Santa Catarina     |
| 25888  | João Paulo Kleinübing       | PFL     | 31.407  | 1,01%      | Florianópolis      | Santa Catarina     |
| 11166  | Valmir Comin                | PPB     | 31.391  | 1,01%      | Siderópolis        | Santa Catarina     |
| 13789  | Dionei Walter da Silva      | PT      | 31.388  | 1,01%      | Pouso Redondo      | Santa Catarina     |
| 22333  | Odete de Jesus              | PL      | 31.361  | 1,01%      | União da Vitória   | Paraná             |
| 11111  | Nilson Duduco               | PPB     | 29.768  | 0,96%      | Florianópolis      | Santa Catarina     |
| 13699  | José Paulo Serafim          | PT      | 28.532  | 0,92%      | Criciúma           | Santa Catarina     |
| 13987  | Pedro Baldissera            | PT      | 28.306  | 0,91%      | Caxambu do Sul     | Santa Catarina     |
| 15215  | João Henrique Blasi         | PMDB    | 28.062  | 0,90%      | Florianópolis      | Santa Catarina     |
| 15650  | Genésio Goulart             | PMDB    | 27.971  | 0,90%      | Tubarão            | Santa Catarina     |
| 13120  | Wilson Vieira (Dentinho)    | PT      | 26.665  | 0,86%      | Santos             | São Paulo          |
| 13030  | Paulo Eccel                 | PT      | 23.978  | 0,77%      | Brusque            | Santa Catarina     |
| 13131  | Afrânio Boppré              | PT      | 23.802  | 0,77%      | Florianópolis      | Santa Catarina     |
| 45678  | Dado Cherem                 | PSDB    | 20.647  | 0,67%      | Brusque            | Santa Catarina     |
| 14300  | Sérgio Godinho              | PTB     | 19.175  | 0,62%      | Lages              | Santa Catarina     |